# Bambi (manga)
Pour les articles homonymes, voir Bambi.
Bambi (バンビ, Banbi) (stylisé BAMBi) est un seinen manga d'Atsushi Kaneko. Il est prépublié au Japon par Enterbrain dans son magazine Monthly Comic Beam entre juillet 1997 et octobre 2001, puis publié en six tomes plus une préquelle sortis entre juin 2000 et septembre 2002. La série complète a été publiée en version française par les Éditions IMHO entre juin 2006 et février 2012.

## Synopsis
Bambi, jeune chasseuse de primes âgée de 16 ans, kidnappe un mystérieux enfant, Pampi, afin de le remettre aux « Vieux », ses commanditaires. Leur binôme est la cible de divers mercenaires engagés par Gabba King, une rock-star débauchée qui souhaite récupérer l'enfant à tout prix.

## Analyse
Les sept volumes de Bambi sont imprimés en monochromie avec une ou plusieurs encres colorées pouvant varier selon les chapitres mais différentes pour chaque tome, ce qui confère un caractère propre à chacun de ceux-ci.
Le style d'Atsushi Kaneko est marqué par l'esthétique des comics indépendants américains ainsi que des affiches de la scène punk japonaise. Ces influences se traduisent au niveau du dessin par un trait épais, dynamique et expressif. Les genres et les références abordés par le manga, tels que l'ultra-violence esthétisée, le western, le gore semblent en outre inspirés par l'univers cinématographique, notamment de la série B et rappellent des réalisateurs tels que Takashi Miike ou Quentin Tarantino. Le mangaka évoque également les influences de Kenneth Anger et Russ Meyer.
Atsushi Kaneko a voulu laisser une grande place à l'improvisation lors de l'écriture de Bambi : « le scénario a été conçu au fur et à mesure, en écriture automatique. Une improvisation typique du manga qui consiste à ne pas définir de trame, laisser l'action des personnages guider le récit sans nécessairement savoir ce qu'il en adviendra. Pour moi, c'est une manière d'insuffler au récit une énergie toute particulière propre au manga ».
Le nom de la série fait référence à  la chanson Who Killed Bambi? des Sex Pistols,.

## Manga
Bambi (バンビ, Banbi), scénarisé et dessiné par Atsushi Kaneko, est prépublié dans le Monthly Comic Beam entre juillet 1997 et octobre 2001. La série est publiée au foramt tankōbon par Enterbrain, dans un premier temps en quatre volumes sortis entre 1998 et 2000,,. Les six tomes de la série sont réédités au Japon en 2014 sous le titre BAMBi remodeled.
La série est publiée en version française par les Éditions IMHO en six tomes et une préquelle sortis entre juin 2006 et février 2012. L'édition BAMBi Remodeled est publiée par IMHO en 6 volumes sortis entre mai 2022 et avril 2023. 
La série est éditée aux États-Unis par Digital Manga Publishing sous le titre Bambi and Her Pink Gun.

### Liste des volumes
| no | Japonais          | Japonais      | Français         | Français          |
| no | Date de sortie    | ISBN          | Date de sortie   | ISBN              |
| --- | ----------------- | ------------- | ---------------- | ----------------- |
| 1 | 30 juin 2000      | 4-7577-0122-5 | 15 mars 2006     | 978-2-915517-18-7 |
| Liste des chapitres : - Point. 1 - La mise à prix - Point. 2 - L'avis de recherche - Point. 3 - Pampi - Point. 4 - Équilibre - Point. 5 - Tanahashi mène l'enquête - Point. 6 - Here Comes Bambi - Point. 7 - King's Bed - Point. 8 - L'horloger et son épouse                                             |                   |               |                  |                   |
| 2 | 30 juin 2000      | 4-7577-0123-3 | 27 juin 2006     | 978-2-915517-19-4 |
| Liste des chapitres : - Point. 9 - Bloody Gang Mama - Point. 10 - Bloody Gang Mama II - Point. 11 - Bloody Gang Mama III - Point. 12 - Jour de repos - Point. 13 - La puce et l'éléphant - Point. 14 - L'habitant de la zone industrielle - Point. 15 - Platinum Mask - Point. 16 - Platinum Mask II       |                   |               |                  |                   |
| 3 | 30 juin 2000      | 4-7577-0124-1 | 15 mars 2007     | 978-2-915517-20-0 |
| Liste des chapitres : - Point. 17 - Platinum Mask III - Point. 18 - Platinum Mask IV - Point. 19 - Platinum Mask V - Point. 20 - Nao - Point. 21 - À propos de Tanahashi - Point. 22 - Tue-moi - Point. 23 - The Piggy Town Massacre - Point. 24 - The Piggy Town Massacre 2                               |                   |               |                  |                   |
| 4 | 30 juin 2000      | 4-7577-0125-X | 28 octobre 2010  | 978-2-915517-21-7 |
| Liste des chapitres : - Point. 25 - Fly, Mouse & Roach - Point. 26 - Bambi paumée - Point. 27 - The Pussycats - Point. 28 - Kikuchiyo - Point. 29 - Au bord de l'eau - Point. 30 - Les Vieux - Point. 31 - Bleeding and Bleeping - Point. 32 - D.O.A.                                                      |                   |               |                  |                   |
| 5 | 25 décembre 2000  | 4-7577-0282-5 | 19 mai 2011      | 978-2-915517-22-4 |
| Liste des chapitres : - Point. 33 - L'île dévastée - Point. 34 - Raclures pur jus - Point. 35 - The Fog - Point. 36 - Le Cancrelat - Point. 37 - La Mission - Point. 38 - A-Saku - Point. 39 - Phone Call - Point. 40 - L'île engloutie                                                                    |                   |               |                  |                   |
| 6 | 25 septembre 2001 | 4-7577-0587-5 | 17 novembre 2011 | 978-2-35910-200-0 |
| Liste des chapitres : - Point. 41 - The End of the Kingdom - Point. 42 - Reset - Point. 43 - Replay - Point. 44 - Éclats de rire - Point. 45 - Destiny Land #1 - Point. 46 - Destiny Land #2 - Point. 47 - Destiny Land #3 - Point. 48 - Destiny Land #4 - Point. 49 - Destiny Land #5 - Point. 50 - BAMBi |                   |               |                  |                   |
| 0 | 27 septembre 2002 | 4-7577-1013-5 | 9 février 2012   | 978-2-915517-68-2 |
| Liste des chapitres : - Point. 1' - Un homme dans le bourbier - Point. 2' - Les Trois princesses - Point. 3' - Pin-Up - Point. 4' - Black Dog - Point. 5' - Le Cœur de Smirnov - Point. 6' - Le Cœur de Smirnov (2e partie) - Point. 7' - 3 + 1                                                            |                   |               |                  |                   |

## Compilations
Deux compilations sorties au Japon, intitulées [Shot The Pink Gun: Bad Tracks For BAMBi] et [One Shot One Kill: Bad Tracks For BAMBi 2], rendent hommage au personnage éponyme de la tueuse à gage.

### Édition japonaise
Enterbrain
1. 1 2  (ja) « Tome 1 ».
2. 1 2  (ja) « Tome 2 ».
3. 1 2  (ja) « Tome 3 ».
4. 1 2  (ja) « Tome 4 ».
5. 1 2  (ja) « Tome 5 ».
6. 1 2  (ja) « Tome 6 ».
7. 1 2  (ja) « Tome 0 ».

### Édition française
IMHO
1. 1 2  (fr) « Tome 1 ».
2. 1 2  (fr) « Tome 2 ».
3. 1 2  (fr) « Tome 3 ».
4. 1 2  (fr) « Tome 4 ».
5. 1 2  (fr) « Tome 5 ».
6. 1 2  (fr) « Tome 6 ».
7. 1 2  (fr) « Tome 0 ».